# Doppelsternmessungen
Doppelsternmessungen je astronomski katalog dvostrukih zvijezda koji je objavio njemački astronom Friedrich August Theodor Winnecke 8. veljače 1869. godine. Sadrži neke vrlo poznate parove te nekoliko dotad manje poznatih. Postali su poznati kao objekti WNC.

## Vanjske poveznice
- The Winnecke Catalogue na SEDS-u (eng.)